# Ipotecat
Ipotecat este un single al cântăreței  Delia, lansat pe 20 februarie 2014 în colaborare cu UDDI, unul dintre foștii concurenții X Factor. Muzica este făcută de Andrei Ropcea, cunoscut sub numele de scenă, Randi, colegul de trupă al lui Marius Moga, iar la text și linii pe lângă acesta a contribuit și Delia.

## Bazele proiectului
Ce spune  Delia despre proiect: 
 „Ipotecat este o piesă pe care abia așteptam să o lansez. Are un vibe reggae care m-a inspirat mult când am scris la ea și mă bucur că am colaborat cu un artist tânăr și talentat ca UDDI. Muzica este făcută de Andrei Ropcea (Randi), iar la text și linii am compus împreună cu el.”  

Ce spune UDDI despre proiect: 
 „Pentru mine este o mare onoare să lucrez cu un artist excepțional din toate punctele de vedere, așa cum este Delia. Sunt fericit să colaborez cu ea și îi mulțumesc pentru susținere, ei și tuturor celor care mi-au fost alături încă de la început. Sperăm să vă placă Ipotecat și să ajungem la sufletele voastre, așa cum ne dorim, prin muzică ” 

## Videoclip
Clipul este regizat de echipa CevaDeVis, artista colaborând și în trecut cu aceștia. Lansarea a avut loc pe 20 februarie 2014, într-un pub din București unde împreună cu band-ul său și UDDI,  Delia a susținut un concert live. Videoclipul a fost încărcat pe YouTube în seara lansării. A strâns peste 1.000.000 de vizualizări în 3 săptămâni, în prezent având peste 13.000.000.
Ce spune  Delia despre videoclip: 
  “Am filmat 2 zile pentru acest clip și asta din lipsă de timp. Cei de la CevaDeVis sunt colaboratori vechi, am făcut multe clipuri cu ei și o să mai fac. Filmările au decurs normal, am ras mult. Mă simt bine când filmez și lucrez cu oameni profesioniști și care îmi plac. Clipul nu are neapărat o poveste”  

## Performanța în topuri
La doar 2 săptămâni de la lansarea oficială, single-ul debutează în Romanian Top 100 pe locul 73. Săptămâna următoare piesa înregistrează cea mai mare urcare a săptămânii, 29 de locuri, ajungând pe poziția 44. Următoarea săptămână, single-ul este găsit pe locul 22, după o ascensiune de chiar 22 de poziții. După o lună în continuă ascensiune piesa ajunge pe locul 17, ca apoi, în următoarea săptămână să ocupe poziția a 10-a. Performanța cea mai înaltă și anume ocuparea primei poziții în Romanian Top 100 are loc la mijlocul lunii iulie. 
În categoria pieselor românești a Media Forest România, Ipotecat debutează pe a 10-a poziție cu un număr de 124 de redări la radio în prima săptămână, în cea de-a doua găsind piesa pe locul 8, poziție adusă de cele 148 de difuzări. Single-ul își continuă ascensiunea spre pozițiile fruntașe, a treia săptămână și cele 150 de difuzări urcând melodia până pe locul al 7-lea. După o lună de la intrarea în Media Forest România, piesa atinge poziția 4 cu ajutorul celor 161 de difuzări radio, în următoarea săptămână ocupând aceeași poziție însă cu un număr de 180 de difuzări. Urmează ocuparea poziției a 3-a, loc datorat celor 191 de difuzări. Locul 2 este câștigat de melodie cu ajutorul celor 218 difuzări la radio într-o săptămână.
În Kiss Top 40, piesa debutează pe locul 30 la o lună de la lansarea oficială, în timp ce la Radio 21, în topul acestora, Hit Super 50, single-ul debutează pe locul 45. În iTunes România, piesa Deliei ajunge pe poziția 5. 

## Topuri
| Grafic (2014)                       | Poziția |
| ----------------------------------- | ------- |
| Republica Moldova (Airplay Top 100) | 7       |
| România (Romanian Top 100)          | 1       |
| România (Kiss Top 40/Kiss FM)       | 5       |
| România (Hit Super 50/Radio 21)     | 2       |
| România (Media Forest)              | 2       |
| România (Top 30 Airplay/Pro FM)     | 1       |
| România (MostWanted/Radio Zu)       | 1       |

| Grafic (2014)                            | Poziția |
| ---------------------------------------- | ------- |
| România (Romanian Top 100)               | 4       |
| România (Top 100 Airplay/ProFM)          | 5       |
| România (100 Best Hits of 2014/Radio 21) | 35      |

## Lansările
| Țara    | Data              | Format           | Casă discuri |
| ------- | ----------------- | ---------------- | ------------ |
| România | 20 februarie 2014 | Digital Download | Cat Music    |